# 皮卡蟲
皮卡蟲（得名自發現地一帶常出沒的鼠兔 Pika），又名皮凱亞蟲或皮克魚，是一種寒武紀的原始脊索動物，其化石在加拿大不列顛哥倫比亞的伯吉斯頁岩發現。它是由查爾斯·都利特·沃爾科特發現及於1911年命名。由於皮卡蟲化石上有明顯及規則的節，沃爾科特將牠分類在多毛綱中。牠的樣子很像頭索綱，游泳時可能更像鰻魚。
於1979年再次審查柏吉斯頁岩的動物群時，古生物學家西蒙·康威·莫里斯因皮卡蟲有非常原始的原脊索，故將牠分類在脊索動物門中，使牠可能成為現今脊椎動物的最早祖先。但昆明魚與海口魚的考古年代又比皮卡蟲更早。
發表於英國《生物學評論》（Biological Reviews）的研究論文指出，經分析一九一一年在加拿大洛磯山脈出土的化石確定，已在寒武紀滅絕的纖細皮卡蟲，是已知最原始的脊索動物。現今的魚類、兩棲類、鳥類、爬蟲類及哺乳類都屬脊索動物。
研究團隊在一百一十四件纖細皮卡蟲化石標本中發現了，脊椎動物背脊中的脊索，以及脊索動物特有的肌節（肌原纖維的基本單位）、神經索和血管系統。研究領導人劍橋大學教授莫瑞斯表示，團隊長期找尋肌節以作為「確鑿證據」，在肌節、神經索、脊索和血管系統都找齊後，這項研究「明顯證明纖細皮卡蟲是地球最原始的脊索動物」。
論文共同作者多倫多大學助理教授卡鴻指出，電子顯微鏡讓團隊得以看清楚纖細皮卡蟲各剖面的精微細節。他說，從天鵝、蛇、熊、斑馬和人類「都與這不比拇指長的小生物有深厚淵源」，讓他深感自身的卑微。
皮卡蟲平均只有5厘米長，牠可以利用其身體及闊尾鰭來游出水面。皮卡蟲可能在游泳的同時過濾水中的物質。目前只有發現60個皮卡蟲的標本。
英國劍橋大學的古生物學家，以最先進顯影技術重新檢視纖細皮卡蟲的化石樣本，發現牠原來有脊椎前身的脊索神經結構、兩旁有約100塊肌節，讓牠能在水中快速游動，確認牠的脊椎動物先祖身份

## 外部連結
- Fossils of the Burgess Shale - Middle Cambrian